# Ourisia chamaedrifolia
Ourisia chamaedrifolia är en grobladsväxtart som beskrevs av George Bentham. Ourisia chamaedrifolia ingår i släktet Ourisia och familjen grobladsväxter. Utöver nominatformen finns också underarten O. c. elegans.